# Obrovac (Banja Luka)
Obrovac (szerbül: Обровац), település Banja Luka községben, Bosznia-Hercegovinában, Bosanska krajina területén, a Szerb Köztársaságban. 

## Fekvése
Bosznia-Hercegovina északi részén, Banja Luka központjától légvonalban 23, közúton 34 km-re nyugatra, a Gomjenica-folyó mentén és a környező hegyeken, 240-500 méteres magasságban fekszik. 

## Népessége
| Nemzetiségi csoport | Népesség 1991 | Népesség 2013 |
| ------------------- | ------------- | ------------- |
| Szerb               | 1012          | 478           |
| Bosnyák             | 0             | 0             |
| Horvát              | 21            | 3             |
| Jugoszláv           | 0             | 0             |
| Egyéb               | 13            | 1             |
| Összesen            | 1046          | 482           |

## Története
Obrovac területe rendkívül gazdag vasércben, amit a „Mital” Omarska bánya néhány éve végzett legújabb kutatása is megerősített, amely felszíni bányászatának köszönhetően már az ókorban is nagyon könnyen kitermelhető volt. Még ma is vannak nyomai az érc olvasztásának helyének, ami megerősíti ezt az információt. Eredetileg az ércfeldolgozás miatt telepedtek le itt hercegovinaiak, akik kizárólag az érc kitermelésével és feldolgozásával foglalkoztak, de volt egy túlnyomórészt mezőgazdasággal foglalkozó lakosság is. A gazdasági fejlődés kezdetének alapja éppen a Gomjenica-folyó volt, amely az ércfeldolgozásnak köszönhetően kapta a nevét. Mivel ez a folyó hajtotta a nagy bányagépeket (goni mijeve), amelyeket az érc olvasztására használtak, Gonionicának nevezték el. Később az „n” átváltozott „m”-re, így alakult ki a folyó mai neve. Andrija Zirdum atya kutatásai szerint a településnek a középkorban Szent Lúcia tiszteletére szentelt római katolikus plébániatemploma állt.
Obrovacot az ortodox szerbeken kívül Hercegovinából érkezett katolikusok is lakták. A katolikusok betelepülése valamikor 1820 után történt és 1961-ig, a tömeges kivándorlásuk kezdetéig tömegesen lakták a települést. A település 1878-ig tartozott az Oszmán Birodalomhoz, ekkor a berlini kongresszus határozata alapján az Osztrák-Magyar Monarchia része lett. 1879-ben az első osztrák-magyar népszámlálás során a Banja Luka-i járáshoz tartozó településnek 207 háztartása, 458 ortodox és 253 katolikus lakosa volt. 1910-ben a Banja Luka-i járáshoz tartozó településen 145 háztartást, 589 ortodox és 129 katolikus lakost találtak. A monarchia szétesésével 1918-ban előbb a Szerb-Horvát-Szlovén Királyság, majd 1929-től a Jugoszláv Királyság része. 1921-ben a községnek összesen 145 háztartása és 814 lakosa volt. Jugoszlávia megszállása után a Független Horvát Állam (NDH) része lett. A második világháború után a szocialista Jugoszláviához tartozott. Az 1961-es népszámláláskor Bronzani Majdan községnek 18 046 lakosa volt, és a következő településeket foglalta magában: Bistrica, Borkovići, Bronzani Majdan, Vilusi, Goleši, Zelenci, Kmećani, Melina, Obrovac, Pervan Gornji, Pervan Donji, Slavmanići, Stratinska és Subotica. 1963-ban megszüntették az addig önálló Bronzani Majdan községet és területét Banja Lukához csatolták. A daytoni békeszerződést követő területfelosztásnál Banja Luka község részeként a Szerb Köztársaság területéhez került.

## Nevezetességei
- Szent Száva tiszteletére szentelt ortodox plébániatemploma a Banja Lukából Sanski Mostra menő főút mentén áll. A falu a Bronzani Majdan-i plébániához tartozik.[9]

- A Legszentebb Istenanya tiszteletére szentelt kis ortodox temploma a település Tramošnja felé eső határában, a temetőben található.